# Киверичи
Ки́веричи (карел. Kiviruučča) — село в Рамешковском районе Тверской области. На начало 2008 года население — 640 жителей. Административный центр сельского поселения Киверичи, образованного в 2005 году.

## География
Расположено в 40 километрах к востоку от районного центра Рамешки (автодорога «Ильино—Буйлово—Киверичи»), в 100 км (по автодорогам) от Твери. Через село протекает река Городня (бассейн реки Медведицы). С запада и востока к селу подходят два больших лесных массива.

## История
Предположительно возникло на рубеже 13—14 веков, когда заселялось пограничье между Новгородской землей и Тверским княжеством. Одна из версий происхождения названия — от искажённого остатками древних финнов (вероятно, мери) — названия новопоселенцев — кривичей. По мнению некоторых местных жителей название села произошло от сочетания финского слова kivi (камень) и richi (ручей). Предположительно название села переводится как «Камень через ручей», «Камень, гора у ручья» или «Каменный ручей». Первое известное упоминание о селе содержится в писцовой книге Московского Поместного приказа 1627—1629 годов.
Из письменных источников известно, что в селе всегда была церковь и был помещичий двор, пока в 30-е годы XIX века последние владельцы села Сысоевы не построили новое имение — сельцо Владимирское на правом берегу реки Городни.
- В 1798 году закончено строительство каменной церкви Живоначальной Троицы.
- В 1862 году село вошло в Ивановскую волость Бежецкого уезда Тверской губернии.
- В 1881 году основана Киверичская земская школа (в 1886 году в ней 54 ученика, 2 учителя).
- В 1887 году в селе открыт врачебный пункт.
- В 1887 году в селе 15 дворов, населения 94 человека.
- В 1894 году открывается почта, основана церковно-приходская школа.
- Советская власть установлена 22 декабря 1917 года.
- В 1918 году образован Киверичский сельский совет.
- Летом 1919 года сгорело почти все село, отстраивается «Новая деревня», ныне ул. Гражданская.
- В 1920 году население — 300 человек.
- В 1922 году Киверичское начальное училище преобразовано в школу с шестилетним обучением (с 1927 года — школа коммунистической молодежи, с 1935 года — средняя школа).
- В конце 20-х годов закрывается Троицкий храм, в 1935 году разрушена колокольня, сняты кресты и главы. Храм использовался как мельница, зерносклад, хлебопекарня, электростанция, склад совхоза, склад и кондитерский цех сельпо.
- В 1930 году в селе образован колхоз «Новая жизнь».
- С 1935 год Киверичи — центр Теблешского района в составе образованной Калининской области (до 1956 года).
- В 1936 году установлен памятник Ленину, создана редакция газеты «Большевистский путь» (с 1953 года — «Колхозник»).
- В конце 30-х годов действует маслозавод.
- С 1938 года начинается воздушное сообщение с областным центром. На западной окраине деревни Владимировка оборудован полевой аэродром (до начала 50-х годов использовался самолет По-2, а затем Ан-2).
- В послевоенное время в селе построены магазины, кирпичный завод, баня, технически оснащенный сырзавод, столовая, Дом культуры с библиотекой (книжный фонд — около 10 тыс.книг). В селе работало коммунальное предприятие, артель «Восход» (швейная и обувная мастерские), Медведицкий леспромхоз, лесничество, промышленный комбинат (столярные изделия, сапоговаляльное производство).
- В 1957-63 годах Киверичский сельсовет в Горицком районе, с 1963 — в Рамешковском.
- С 1960 года село Киверичи — центральная усадьба укрупненного колхоза «Новая жизнь», с 1971 года — совхоза «Киверичский».
- В середине 70-х годов к селу присоединены соседние деревни: Владимировка (ныне улица Заречная) и Бродково (ныне улица Пролетарская).
- В 2001 году в селе 288 домов (квартир), в них постоянно проживали 639 человек, 55 домов — собственность наследников и дачников.

В современных Киверичах — администрация сельского поселения, правление СПК «Киверичский», ЗАО «Рамешки-лес», Торжокское ЛПУ МГ. Имеются офис врача общей практики, ветлечебница, аптека, средняя школа, школа-интернат, детский сад, интернат для престарелых, дом народного творчества, библиотека, отделение связи, магазины. Восстанавливается аэродром для частного пользования.

## Население
| 1859 | 1939  | 1989 | 2002 | 2008 | 2010 |
| ---- | ----- | ---- | ---- | ---- | ---- |
| 106  | ↗1295 | ↘755 | ↘679 | ↘640 | ↘590 |